# UC-III型潜艇
UC-III型潜艇（德語：U-Boot-Typ UC III）是UC级布雷潜艇（U艇）的一个亚型，由德国在第一次世界大战期间建造。其水面及水下排水量分别在470吨和560吨以上，配备甲板炮，可携带7枚鱼雷和最多14枚水雷。与UC-II型相比，这些艇具均为双壳体，提高了续航里程及耐波性。该型艇较其前型具有更好的远洋、机动和转向能力，但水下稳定性有所下降。
德意志帝国海军共订购了113艘UC-III型潜艇，但在1918年德国停战之前只有25艘完工，其中的16艘实际投入战争服役。有54艘建造订单于1918年取消，其余34艘则未及完工，而在船厂拆解。

## 设计
1917年夏天，德意志帝国海军发现了UC-II型潜艇中的各种缺陷，需要进行纠正。船员们抱怨舱内的通风不佳和在舰桥上相当潮湿——这在寒冷的季节尤为令人难受。另一方面，这款潜艇的潜航性能也不尽如人意。为此，应当开发另一款布雷潜艇来解决这些问题，并能响应海军部对更强大火炮武器的渴望。基于UB-III型的成功经验，潜艇监察局（Inspektion des U-Bootwesens）拿出了代号为41a号工程的UC-III型潜艇设计方案。与前型相比，新艇的水面排水量增至470吨，增加了一具外置式鱼雷发射管，改用更大口径的105毫米甲板炮的并调高炮位，以及通过调整注水和排水管径使潜航时间显著缩短。然而，由于布雷装置的特殊要求，UC-III型艇的外形很难按照UB-III型艇进行优化，因此其航速略有下降。到战争结束，这种布雷潜艇只交付了16艘。
取决于不同的制造商，UC-III型艇的水面和水下排水量分别在470吨和560吨以上，全长56.1米至57.1米，舷宽5.54米至5.80米，最大吃水深度为3.77米。艇只搭载有两台功率介乎于580至600匹公制馬力（430至440千瓦特）之间、分别由奔驰、科尔庭或猛狮供应的六缸四冲程柴油机用于水面运行，以及两台770匹公制馬力（570千瓦特）的西门子-舒克特电动发电机用于水下航行；水面最高航速11.5節（21.3每小時），水下6.6節（12.2每小時）；能够在水面以7節（13每小時）航速续航9,850海里（18,240），或以4.5節（8.3每小時）连续在水下航行40海里（74）而无需充电。
在武器配置方面，UC-III型艇设有六具管径为1,000毫米的布雷竖井，但由于艇艏形态作了伸展和扁平化改动，UC200型水雷的容纳能力有所下降，仅为14枚。司令塔后部的艇艛布置了一门105毫米45倍径艇用高射炮作为甲板炮，并配备150发弹药。此外，UC-III型艇还装备有三具500毫米鱼雷发射管，其中两具外置位于舯部的两边舷侧用于朝前射击，一具内置在艇艉，合共配备7枚鱼雷。

## 建造
德意志帝国海军共分三个批次订购了113艘UC-III型潜艇，分别发包予但泽帝国船厂（UC-80至86号、UC-139至152号）、不来梅威悉船厂（UC-87至89号）和汉堡布洛姆与福斯船厂（UC-90至138号、UC-153至192号）建造。其中第一批（UC-80至118号）首先于1916年1月12日订购，称为S项战时订单（Kriegsauftrag S）；第二批（UC-119至152号）和第三批（UC-153至192号）则分别称为V项和AC项。然而，由于战时船厂的人员及材料短缺，在1918年德国停战之前只有25艘UC-III型艇完工，其中的16艘实际投入战争服役；有54艘建造订单于1918年取消，其余34艘则未及完工，而在船厂拆解。
投入一战服役：
- 汉堡布洛姆与福斯船厂：UC-90至UC-105号

战后完工并移交协约国：
- 汉堡布洛姆与福斯船厂：UC-106至UC-114号

未完工在船厂拆解：
- 但泽帝国船厂：UC-80至UC-86号
- 不来梅威悉船厂：UC-87至89号
- 汉堡布洛姆与福斯船厂：UC-115至UC-128号

## 脚注
1. ↑  陈进，第239–240頁.
2. 1 2  Gröner，第61頁.
3. ↑  Gröner，第62頁.